# Тохарська писемність

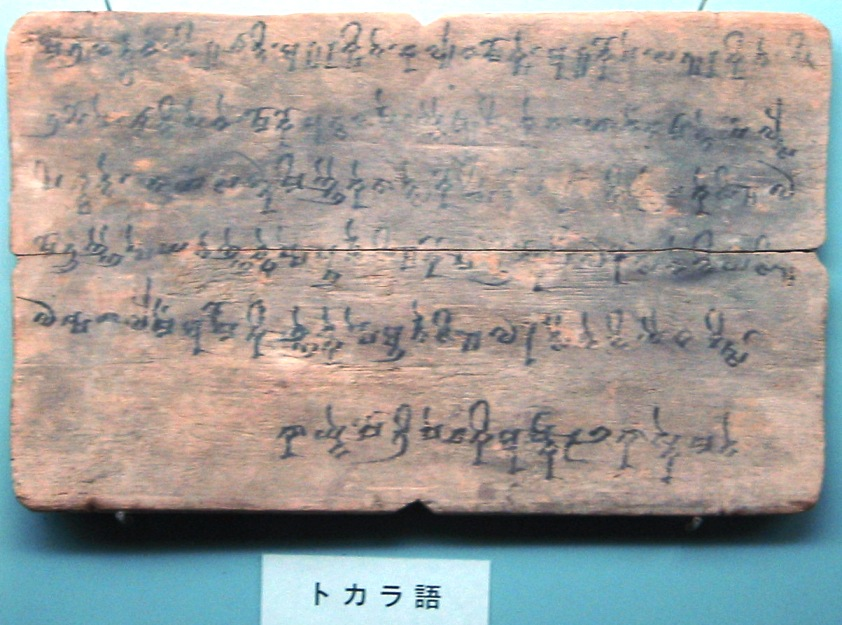
Дерев'яна табличка з прикладом тексту, записаного тохарським письмом

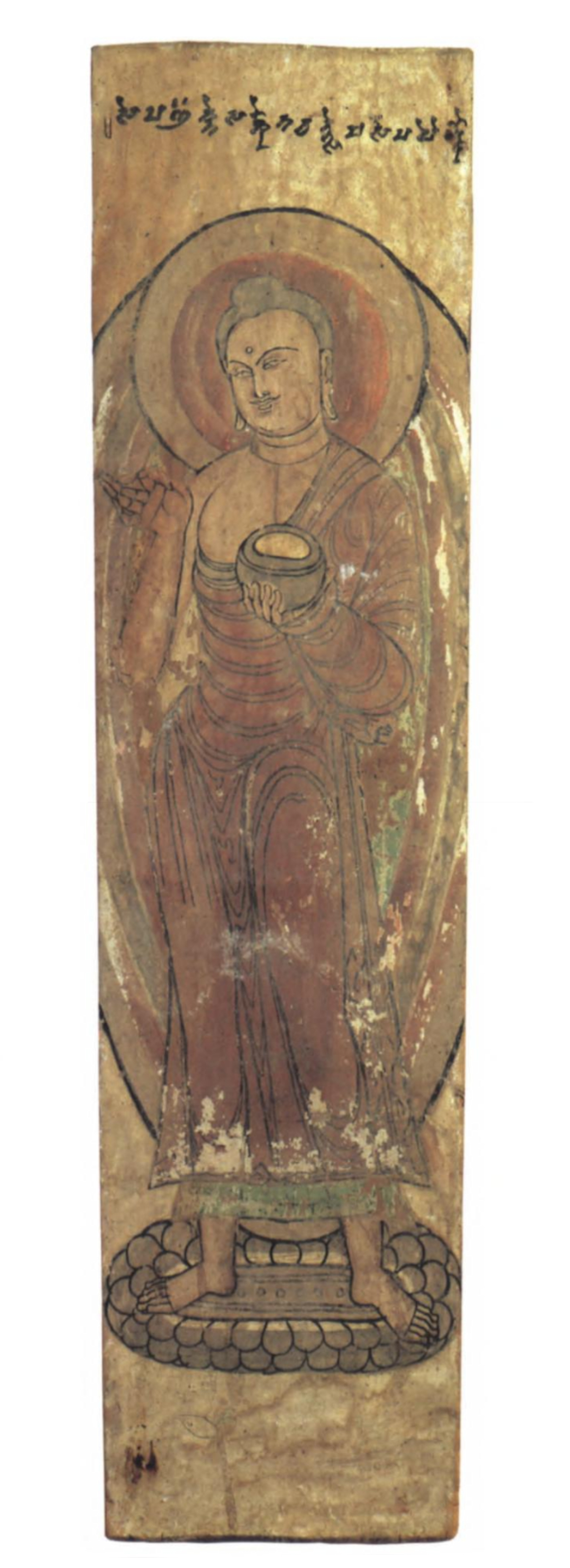
Стоячий Будда, Кизилські печери. Часто відносили в минулому до VII століття н. е., але тепер датований радіовуглецем 245-340 рр. н. е.

Тохарська писемність — писемність, що застосовувалася для запису тохарських мов і зафіксована у фрагментах рукописів, датованих головним чином VIII століттям (є кілька ранішніх прикладів) і написаних на пальмовому листі, дерев'яних табличках і китайському папері. Пам'ятники писемності добре збереглися завдяки сухому клімату Таримського басейну.
Писемність походить від абетки брахмі (від якої також походять всі сучасні писемності, що застосовуються для запису індійських мов), і є складовим письмом типу абугіда. Більшість прикладів писемності, що збереглися, є перекладом буддійських текстів з санскриту, деякі з них двомовні, що значно полегшило розшифрування тохарських мов. Крім релігійних текстів, писемність застосовувалася також для листування монастирів, розрахунків, ділових документів, перепусток для караванів, медичних та інших текстів.
Писемність перестала використовуватися, найімовірніше, близько 840 року, коли в землі Таримської западини прийшли уйгури, асимилувавши більшість місцевого населення. Виявлено переклади тохарських текстів уйгурською мовою. Існування тохарських мов та письма було виявлено лише на початку XX століття.